# 이들리브주
이들리브주(아랍어: محافظة ادلب)는 시리아를 구성하는 14개 주 가운데 하나로, 주도는 이들리브이며 면적은 6,000km2, 인구는 1,359,000명(2007년 기준)이다. 시리아 북서부에 위치하고 있고 북동쪽으로는 알레포주, 남쪽으로는 하마주, 서쪽으로는 라타키아주, 북쪽으로는 터키와 인접해 있으며 주 서쪽에는 오론테스강이 흐른다.